# Поганка Кларка

Пога́нка Кла́рка (лат. Aechmophorus clarkii) — водоплавающая птица из рода западноамериканских поганок, обитающая в Северной Америке. Впервые описана в 1858 году, как отдельный вид поганок. Затем, вплоть до 1985 года считалась так называемой «бледной» формой западной поганки, которая имеет похожие размеры, внешность, поведение и практически тот же ареал.

## Описание

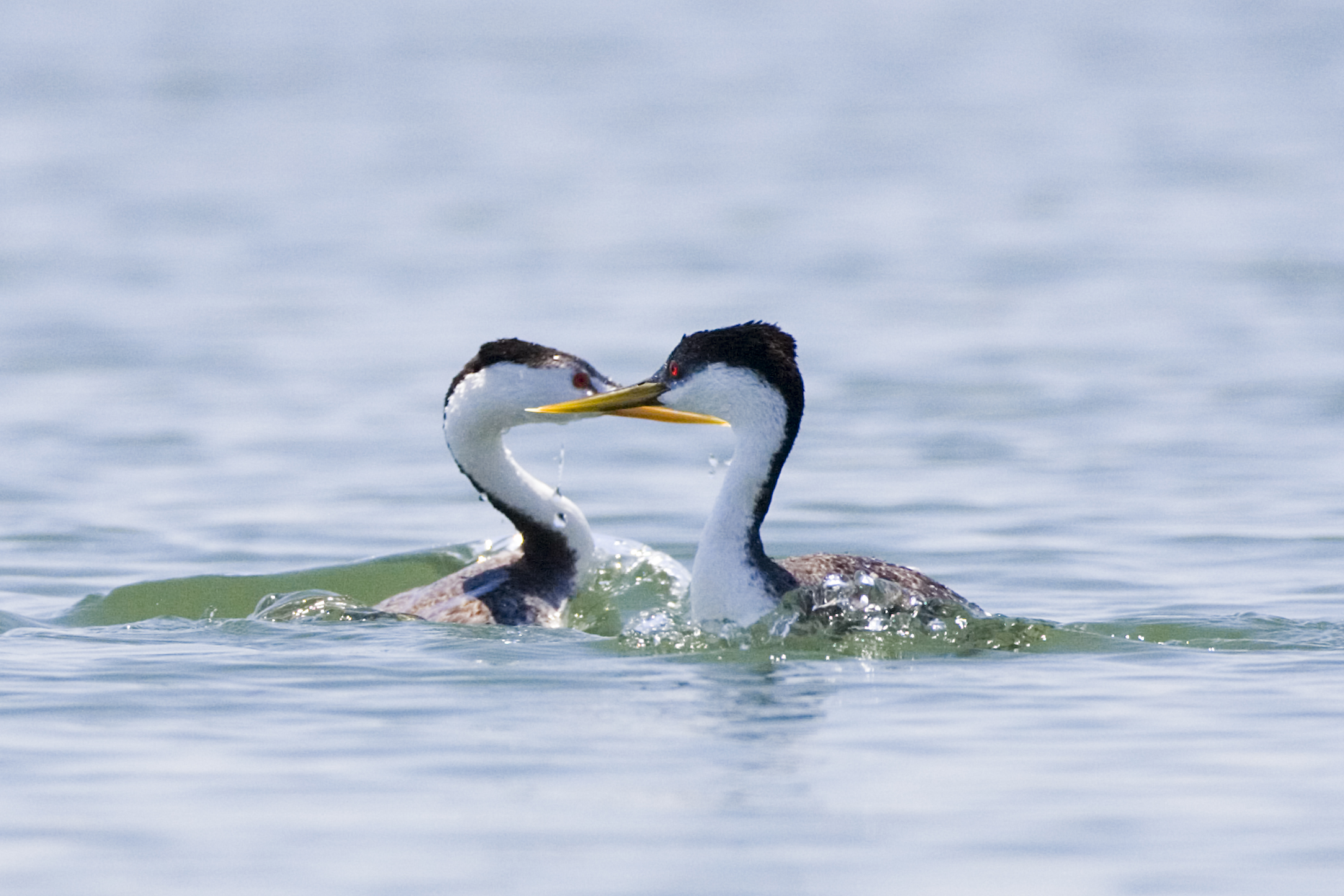
Поганка Кларка (слева) и западная поганка (справа)

Поганка Кларка — крупная, размером от 56 до 74 см, стройная птица с длинной тонкой шеей и длинным клювом. Взрослые особи имеют размах крыльев около 80 см и массу тела от 718 до 1685 г. Особенность строения шеи поганки Кларка позволяет ей словно копьем пронзать добычу своим клювом. Спина и крылья от тёмно-коричневого до тёмно-серого цвета. Поганка Кларка имеет красную радужную оболочку глаз, шапочку и заднюю часть шеи, окрашенные в чёрный цвет. Подбородочная часть, передняя часть шеи, лицевая часть головы и зоб — белые. Верхняя часть лицевой части головы чёрная, нижняя имеет белый цвет. Маховые перья второго порядка белого цвета, которые видны во время полёта поганки в виде белых полос на крыльях.
Поганку Кларка довольно легко можно перепутать с западной поганкой. Среди особенностей поганки Кларка, отличающих её от западной, можно отметить немного вздёрнутый вверх клюв, цвет которого может варьировать от ярко-жёлтого до оранжево-жёлтого. У родственной ей западной поганки клюв прямой, зеленовато-жёлтый. Область вокруг глаз белая, в отличие от западной поганки, чёрная шапочка которой охватывает область вокруг глаз. Кроме того, поганка Кларка имеет более узкую чёрную полоску, соединяющую макушку со спиной. Чаще всего поганку Кларка путают с западной поганкой в зимнем оперении. В остальное время года её можно легко выделить в стае западных поганок по цвету клюва, рисунку по бокам лицевой части головы и цвету шеи. Половой диморфизм (видимые различия между самцом и самкой) не выражен. Молодые птицы имеют такое же оперение, как и взрослые.

## Распространение

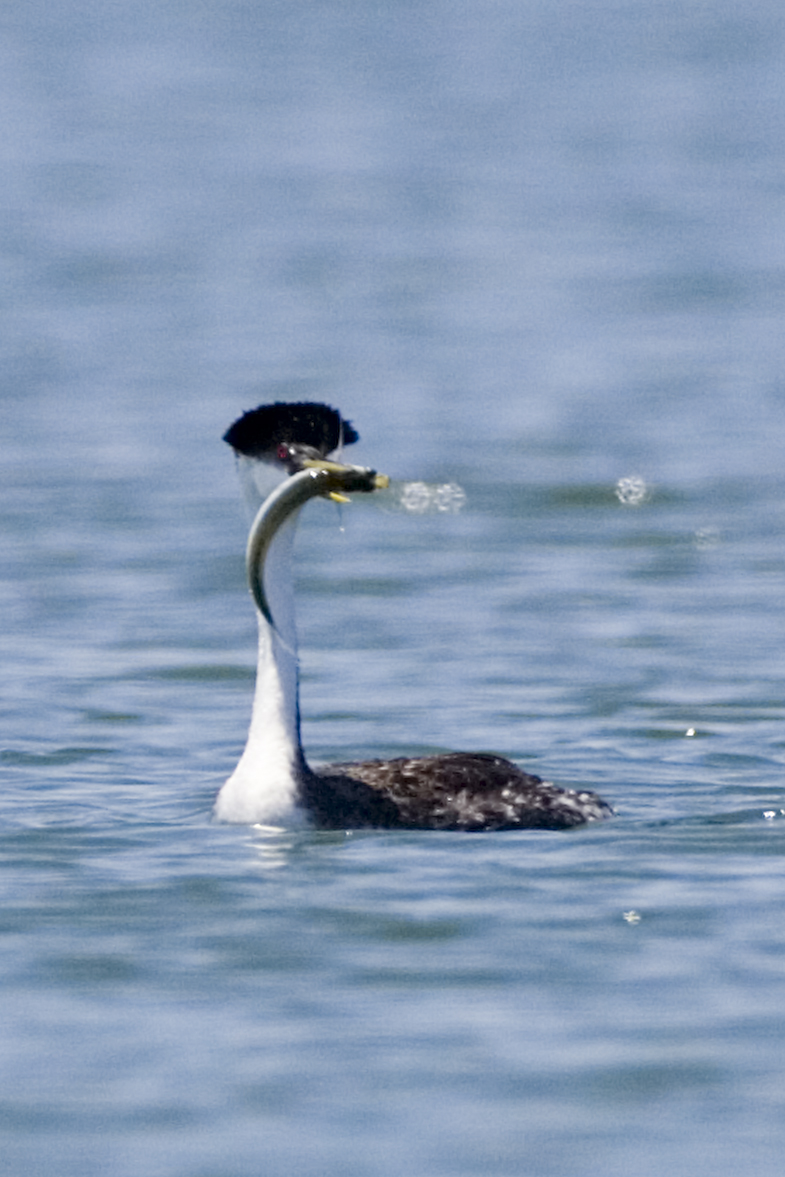
Поганка Кларка у тихоокеанского побережья

В брачный сезон поганка Кларка гнездится в западной части Северной Америки на больших внутренних озёрах и заболоченных территориях с открытой водой и выступающей из воды растительностью: камышом или тростником. Территория гнездований охватывает центральную засушливую часть степи и зону, которая простирается от Калифорнии на северо-восток до южной части Канады и на восток до штата Нью-Мексико, где встречается трёхзубчатая полынь и овсяница.
Зимой поганка Кларка обитает преимущественно в морских заливах и эстуариях тихоокеанского побережья — от юго-восточного побережья Аляски до Калифорнии.
Поганка Кларка встречается в таких провинциях Канады, как Альберта, Британская Колумбия, Манитоба и Саскачеван. В Соединённых Штатах Америки поганку можно встретить от Миннесоты на юг до южной части Калифорнии, реже — в Аризоне, Колорадо и Нью-Мексико.
Северные популяции поганки Кларка перелетают на зиму на тихоокеанское побережье. Другие, обитающие преимущественно в центральных долинах Калифорнии, ведут оседлый образ жизни.

## Образ жизни
Поганка Кларка — социальная птица, зимой предпочитает собираться в большие стаи, а летом гнездится в колониях.
В течение всего года поганка Кларка питается рыбой, среди которой карпы, сельдь. Однако в её рацион попадают также моллюски, ракообразные, насекомые и саламандры. Питается поганка Кларка дальше от берега и в более глубокой воде, нежели западная поганка. Часто эту птицу можно встретить в смешанных стаях с западной поганкой, однако и в них поганки Кларка держатся ближе к представителям своего вида.
Несмотря на большое внешнее сходство Aechmophorus clarkii и Aechmophorus occidentalis и общие места гнездования двух видов, гибриды между ними встречаются очень редко.

## Размножение

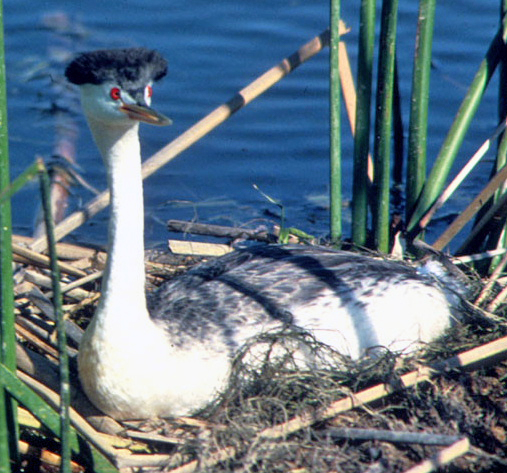
Поганка Кларка на гнезде

На время гнездования поганки Кларка образуют моногамные пары. У многих представителей семейства поганковых этому предшествует сложный и в то же время красивый брачный ритуал. У поганки Кларка, как и у родственной ей западной поганки, этот ритуал отличается наибольшей зрелищностью и, вероятно, является наиболее сложным среди всех птиц. Ритуал ухаживаний поганки Кларка практически идентичен с ритуалом западной поганки; единственное различие заключается в том, что один из многих брачных криков поганки Кларка, громкое «кр-р-рик», повторяется всего один раз, в то время как у западной поганки — два раза.
Гнездование происходит в июне — июле. Самец вместе с самкой строят плавающее гнездо, для строительства которого они используют различные водные растения. Гнездо прикрепляется к выступающей растительности мелководья или топи на краю открытых участков воды. Самка откладывает один раз в сезон от трёх до четырёх голубовато-белых яиц, которые позже покрываются коричневыми или тёмно-жёлтыми пятнами. Самец и самка высиживают яйца по очереди. Период инкубации составляет 23 дня. После вылупления птенцы моментально покидают гнездо и взбираются на спины родителей. Кормят птенцов оба родителя. Только что вылупившиеся птенцы имеют на темени голый участок кожи, который становится тёмно-красным в результате прилива крови, если птенец находится в состоянии стресса, связанного с голодом. Молодые птенцы имеют равномерную серо-белую окраску, а не полосатую, как у большинства представителей семейства поганковых. Воспитание птенцов длится около 63—77 дней.

## Поганка Кларка и человек
Десятки тысяч западных поганок были истреблены в конце XX века из-за их оперения, которое использовалось в качестве текстильного материала. После того, как они оказались под охраной, их популяция восстановилась, и сейчас из можно встретить даже в тех местах, где они исторически не встречались. Однако колеблющийся уровень воды в водоёмах, пятна нефти, жаберные сети и яды, такие как ротенон, используемый для уничтожения рыб, могут негативно сказываться на размере популяций. При приближении человека, поганка Кларка покидает своё гнездо, оставляя его уязвимым для хищников и стихии. Из-за этого на территориях, где этот вид часто тревожат, рождаемость поганок может снижаться.

## Классификация
Известны два подвида поганки Кларка, которые различаются размером и ареалом:
- Aechmophorus clarkii clarkii — озёра Мексиканского нагорья, которые расположены к югу от мексиканского штата Чиуауа до штата Герреро. Кроме того, имеется небольшая популяция гнездящихся птиц в районе озера Кабалло (англ. Caballo Lake) в Нью-Мексико.
- Aechmophorus clarkii transitionalis — запад Северной Америки к северу от американо-мексиканской границы.